# Agaricus xanthodermus
 Agaricus xanthodermus (Léon Gaston Genevier, 1876), sin. Psalliota xanthoderma (Léon Gaston Genevier, 1876 ex Charles Richon și Ernest Roze, 1885), este o specie saprofită de ciuperci otrăvitoare  din încrengătura Basidiomycota, în familia Agaricaceae și de genul Agaricus, numită în popor șampinion sulfuros sau ciupercă albă. Buretele se poate găsi în România, Basarabia și Bucovina de Nord, crescând pe sol calcaros, bogat în nutrimente, în grupuri sau cercuri, pe sub foioase și în pădure mixtă precum prin iarba de pe pășuni, pajiști, grădini, sub tufișuri, de la câmpie până la munte, din iunie până octombrie.

## Taxonomie

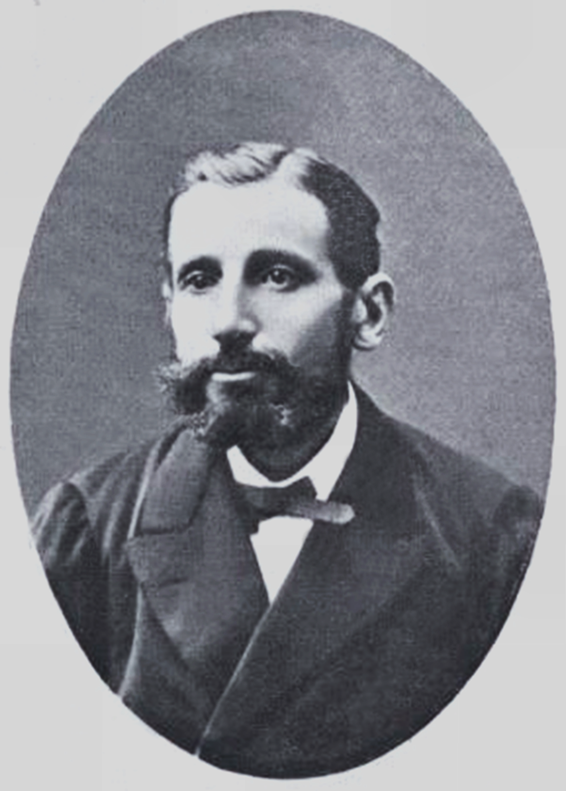
L. Gaston Genevier

Genul Agaricus este de diversificare foarte veche (între 178 și 139 milioane de ani), începând din timpul perioadei geologice în Jurasic în diferență de exemplu cu genul Boletus (între 44 și 34 milioane de ani).
Primul micolog care a descris Agaricus xanthodermus a fost botanistul și micologul francez Léon Gaston Genevier (1830-1880) în studia sa din 1876 Étude sur les Champignons consommés à Nantes sous le nom de Champignon rose ou de couche.
În anul 1884, compatriotul lui Genevier, Claude Casimir Gillet (1906-1896), a redenumit specia în Pratella xanthoderma, iar, un an mai târziu, micologii francezi  Charles Richon (1820-1893) și‎ Ernest Roze (1833-1900) i-au dat numele Psalliota xanthoderma în lucrarea lor Atlas des Champignons comestibles et vénéneux de la France et des pays circonvoisins. O altă taxonomie, Fungus xanthodermus, a găsit biologul german Otto Kuntze (1843-1907) care, ca și acea a lui Gillet, au fost neglijate.
Redenumirea Psalliota xanthoderma, făcută de Charles Richon (1820-1893) și‎ Ernest Roze (1833-1900) a jucat un rol important în anii 80 și 90 al secolului a XX-lea, când mulți micologi au schimbat numele Agaricus în Psalliota, între ei și micologul italian Bruno Cetto. Între timp, soiul duce din nou vechia însemnare a lui Léon Gaston Genevier.

## Descriere

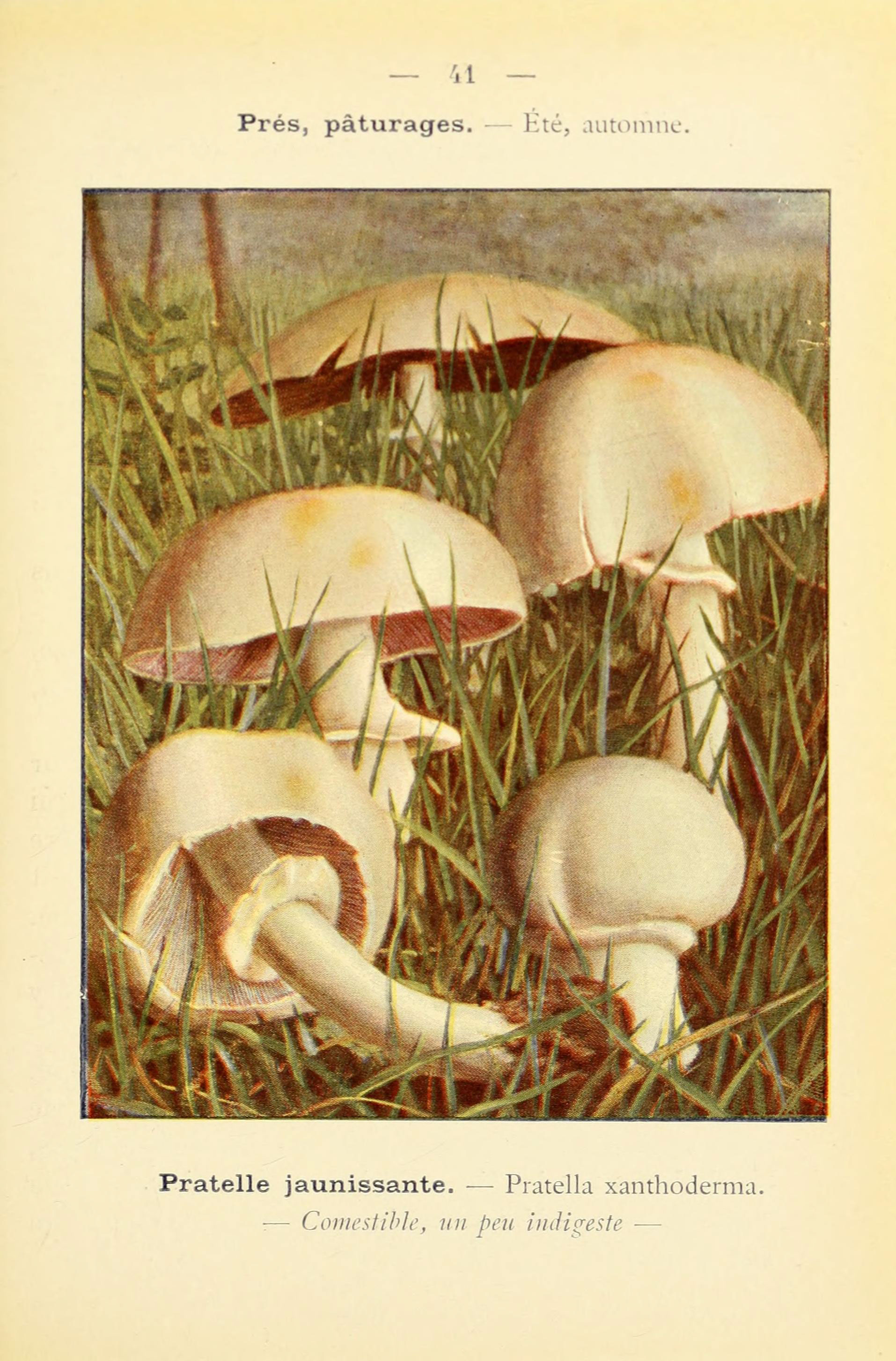
Agaricus xanthodermus

Acest burete este otrăvitor ca și variațiile sale de colorit mai închis ca de exemplu Agaricus xanthodermus var. meleagris.
- Pălăria: are un diametru de 5-12 (15) cm, este amenajată central peste picior și nu prea cărnoasă, fiind  inițial convexă, semisferică, la bătrânețe plată, adesea oară puțin deprimată la centru precum cu marginea ușor ondulată, fiind presărată foarte rar cu niște solzi mici (rămășițe ale vălului parțial). Cuticula este netedă, albă dar trece odată cu vârsta sau pe vreme uscată ușor în cenușiu. Se îngălbenește la atingere imediat.
- Lamelele: sunt lungi, aglomerate, subțiri și libere, cu marginea crestată, inițial albicioase, schimbând coloritul apoi în roz și la bătrânețe în maroniu-negricios.
- Piciorul: are o înălțime de 5-12 (15) cm, o lățime de 1-2 cm, este foarte lucios, suplu și regulat, sfârșind ușor dilatat la bază. Acest bulb este mereu galben. Tulpina este de culoare albă care îngălbenește puternic în domeniul de jos la o leziune. Ea prezintă o manșetă caracteristică ca o roată dințată, albă, membranoasă, dedesubt solzoasă, care se răsfrânge în jos peste ea, fiind uneori pătată galben.
- Carnea: este numai la început compactă, devenind repede moale, fiind albă precum galbenă ca sulful spre baza piciorului, trecând  tot acolo repede în crom-galben, după ce este tăiată sau ruptă. La maturitate, buretele are un miros de iod, fenol sau cerneală și un gust neplăcut.
- Caracteristici microscopice: Sporii sunt netezi și ovoidali până slab elipsoidali cu o dimensiune cuprinsă între 5–6,5 × 3,5–4 microni. Culoarea pulberii este brun-purpurie. Basidiile alungite cu câte 4 sterigme se lățesc în sus.[4][5]
- Reacții chimice: Ciuperca reacționează chimic, colorându-se pe suprafața pălăriei în galben-portocaliu în urma reacției cu hidroxid de potasiu și la "Testul Schaeffer" .[4] Acest test a fost dezvoltat de micologul german Julius Schäffer (1882-1944) pentru a ajuta la identificarea speciilor Agaricus, folosind reacția  anilinei și acidului azotic pe suprafața bureților.[13] Mai departe, ciuperca arată o reacție roșiatică cu naftol sau fenol.[14]

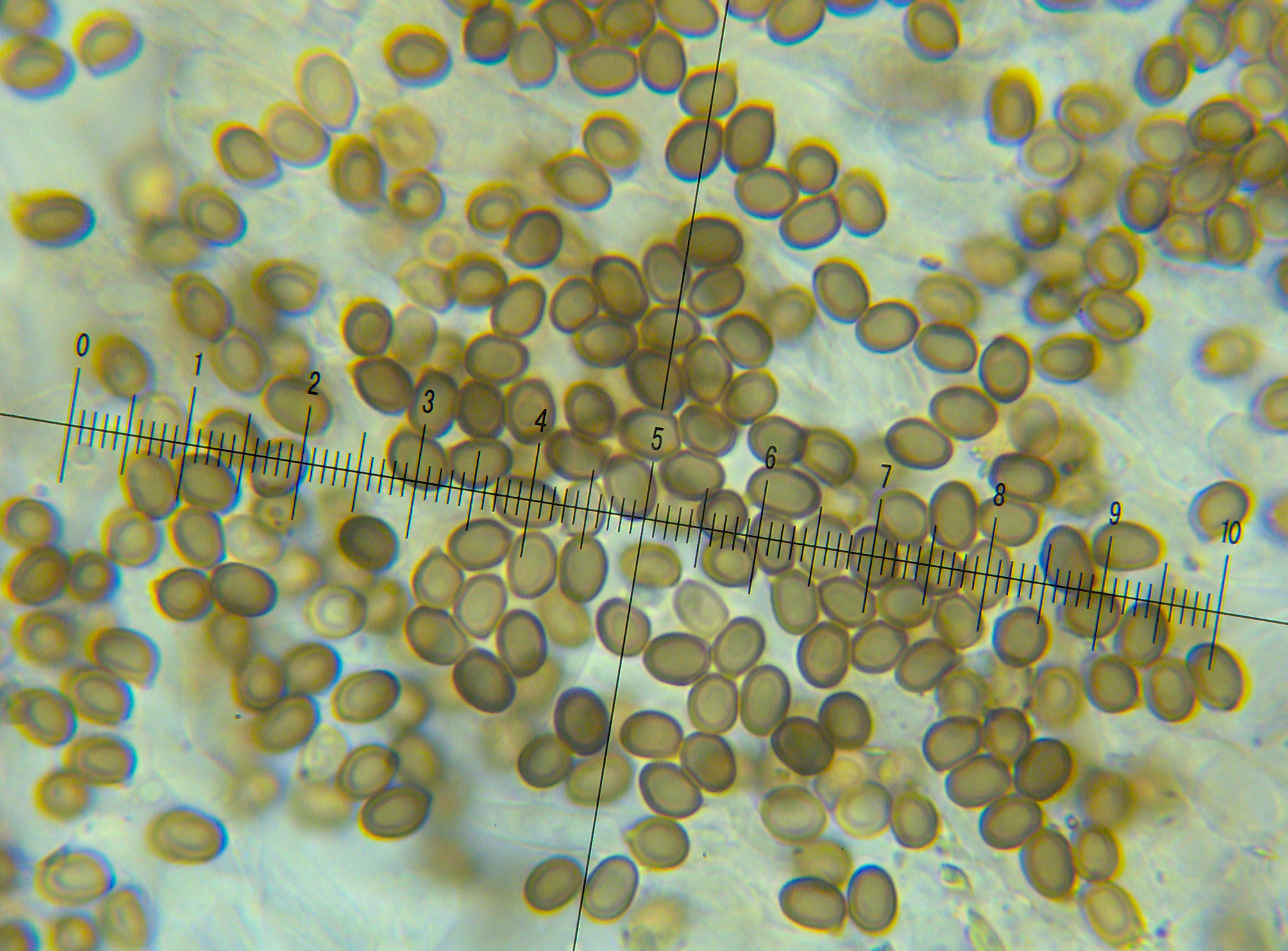
A. xanthodermus, spori
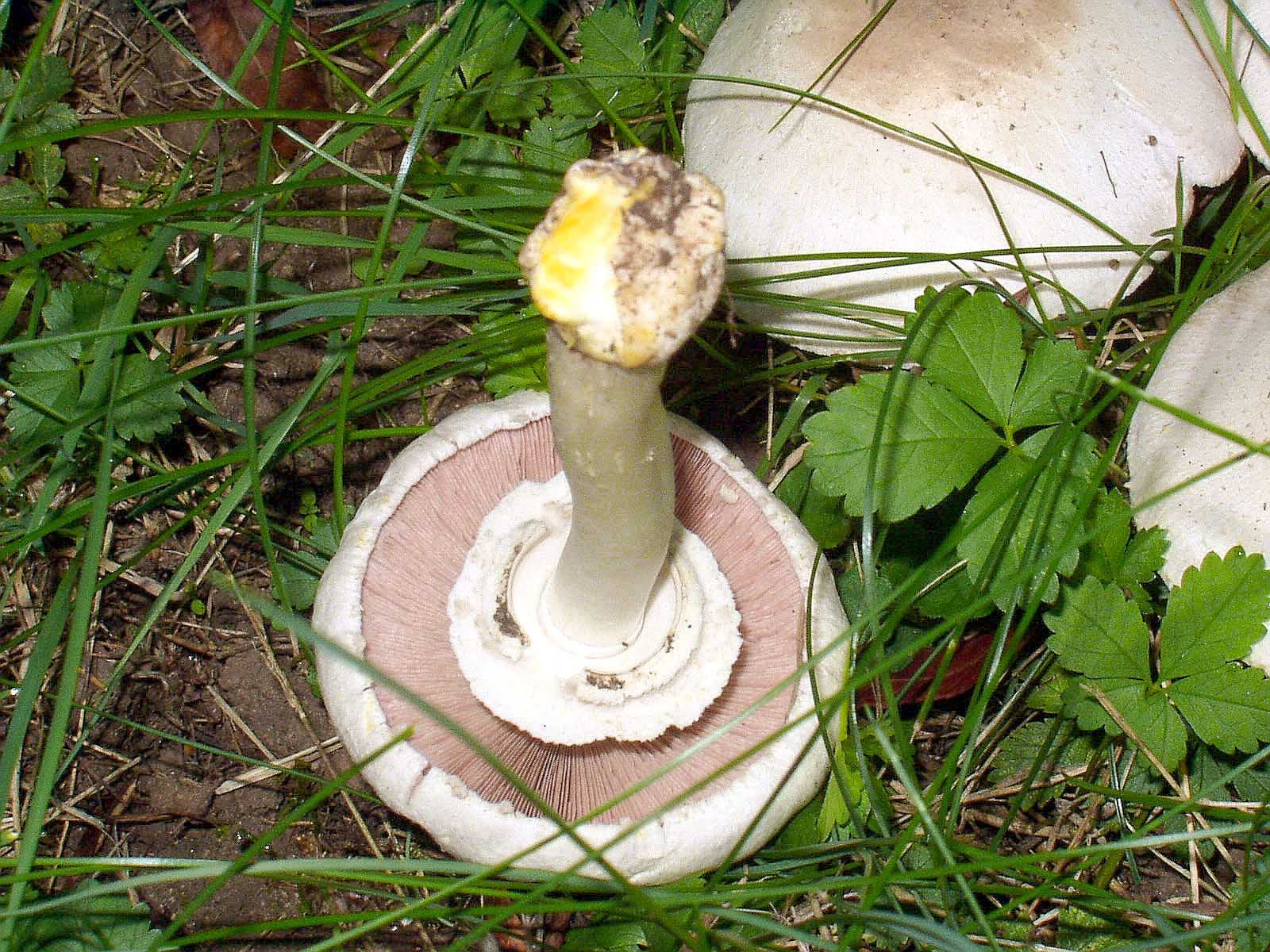
A. xanthodermus: lamele, inel, picior
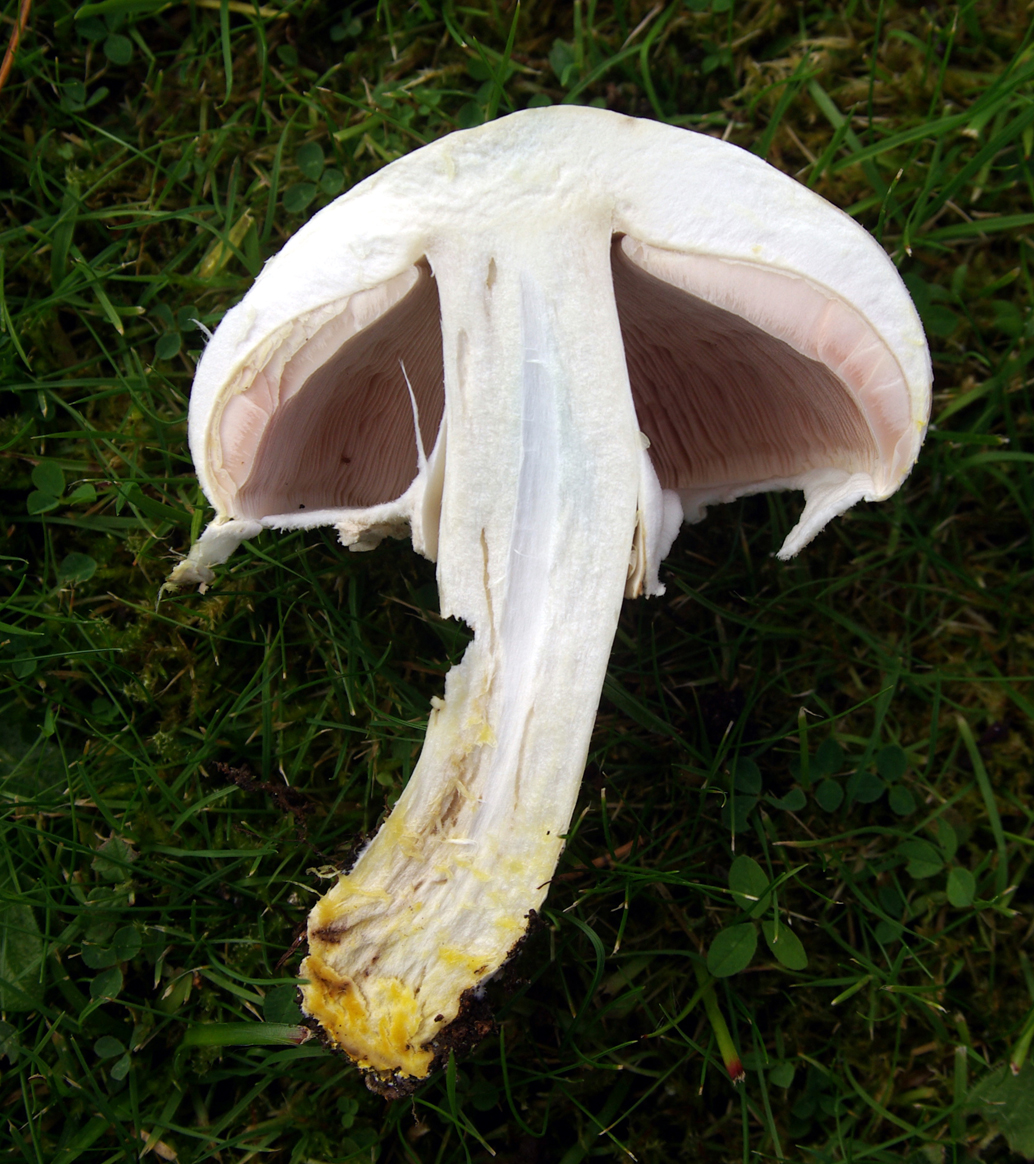
A. xanthodermus, secțiune longitudinală
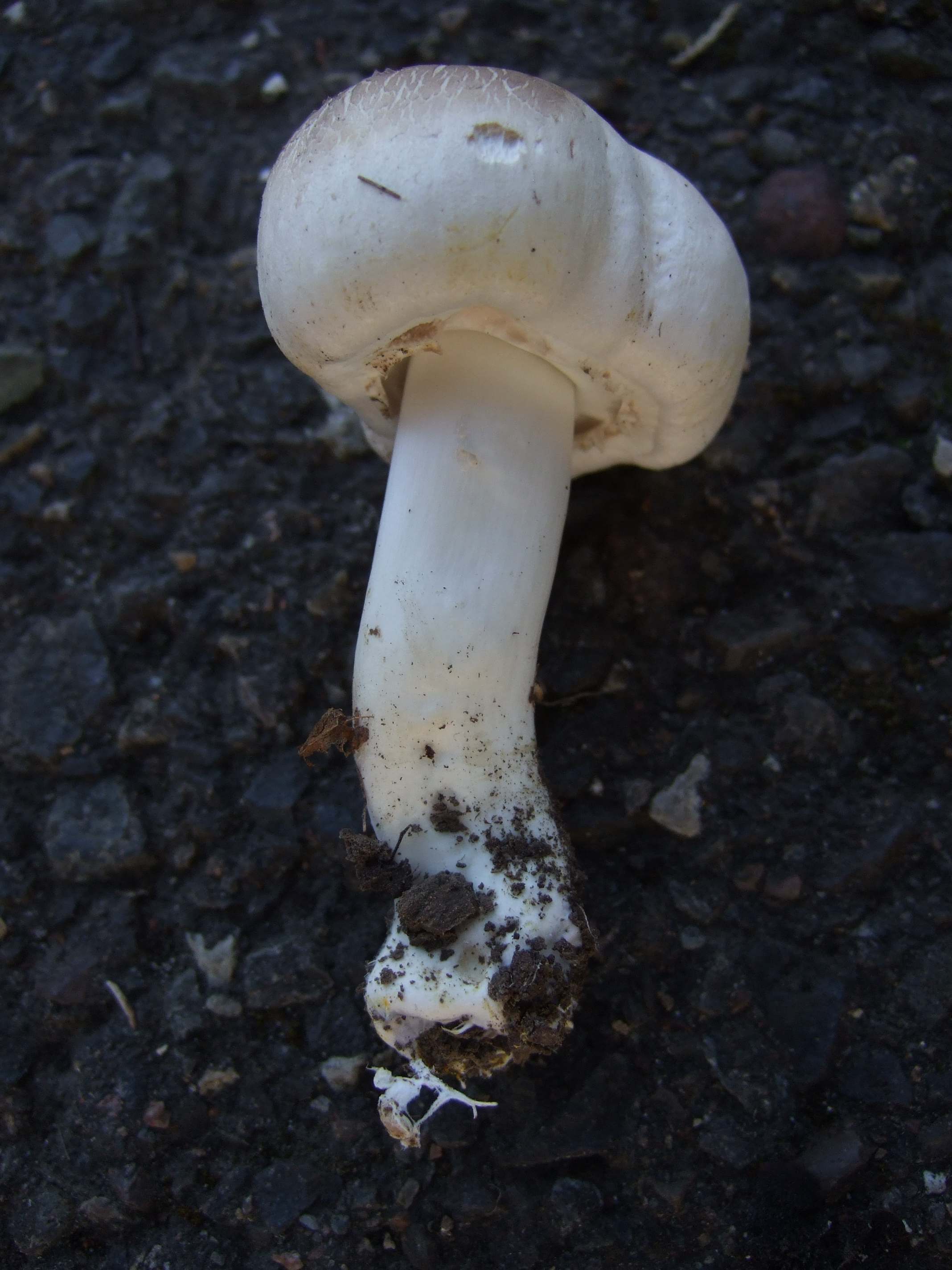
A. xanthodermus tânăr
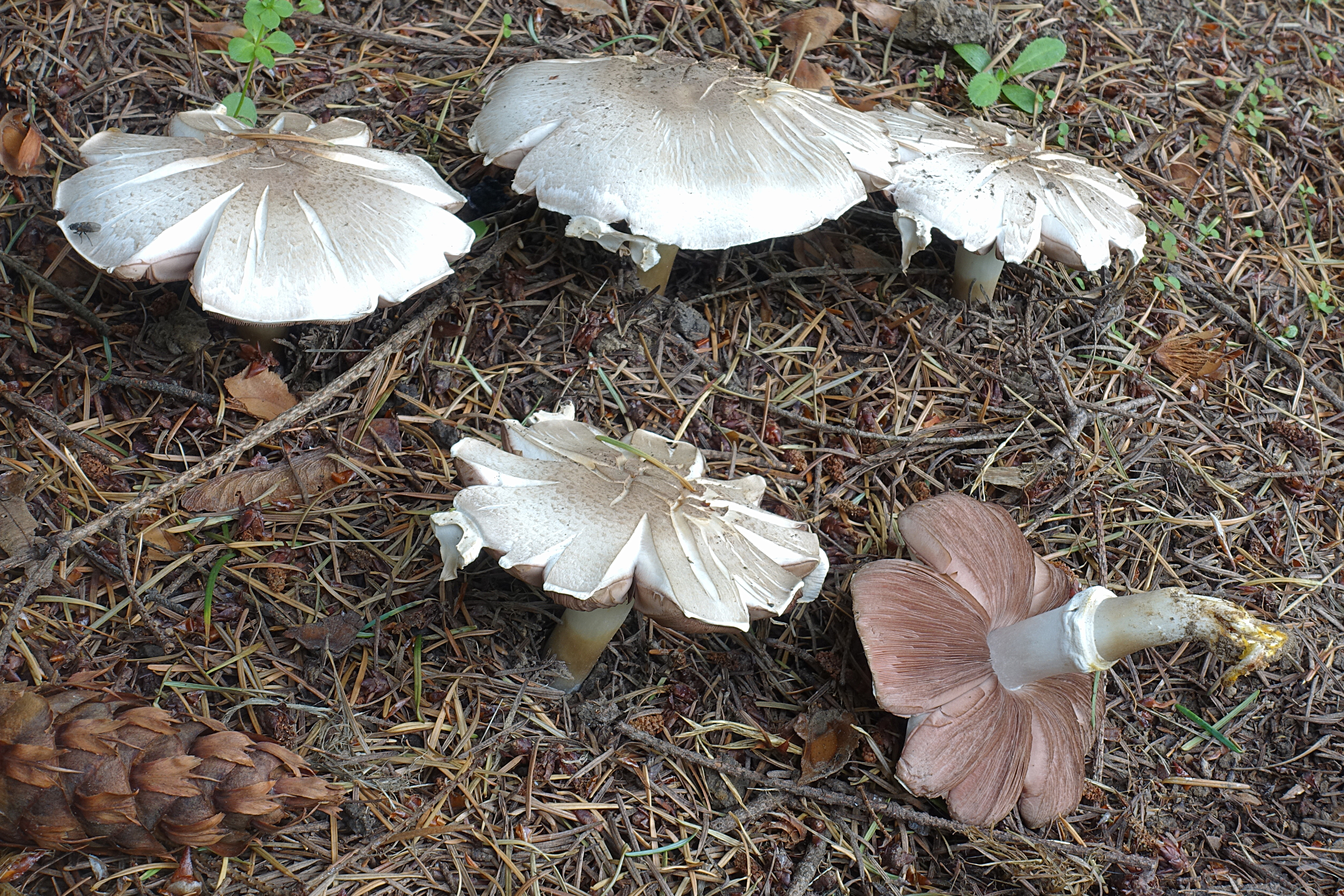
A. xanthodermus bătrâni

## Toxicitate

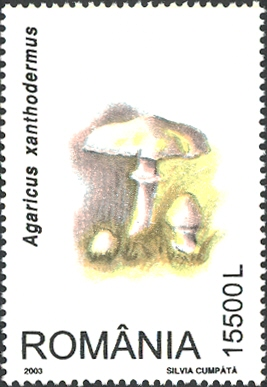
Poșta Română, timbru

Toxinele care acționează (printre altele, fenol, legături de  diazo- și hidrazină (de exemplu Aparicon, Xanthodermin, hidroxi-benzen-diazoniu ion), sunt de caracter gastro-intestinal, iritând membranele mucoase. Corespunzător ele pot provoca vărsături violente și diaree. Această formă de intoxicație se numește sindrom resinoidian. 
Primele simptome apar de la una până la șase ore după consum, începând cu transpirații și dureri abdominale, urmate de vărsături și diaree precum adesea oară cu crampe musculare prin dereglarea echilibrului acido-bazal în sânge, prin creșterea metaboliților acizi și deshidratare datorit pierderii de apă ca consecința vărsăturilor și diareilor.
La suspect timpuriu trebuie dat 20-40 g de cărbune medicinal (la copii 1 g pe kg de greutate corporală). În orice caz, bolnavii trebuie să fie consultați de un medic care în continuare decide și necesitatea internării la un spital.

## Confuzii
Buretele poate să fie confundat între altele cu Agaricus abruptibulbus, Agaricus albolutescens, Agaricus arvensis, Agaricus bresadolanus (otrăvitor), Agaricus campestris, Agaricus silvicola, mai micul Agaricus comtulus sau Leucoagaricus leucothites sin. Lepiota naucina, dar și cu specii otrăvitoare ca de exemplu Agaricus placomyces (asemănător șampinionului sulfuros), sau Agaricus pseudopratensis (carnea pălăriei se îngălbenește tare la leziune).

## Specii asemănătoare în imagini

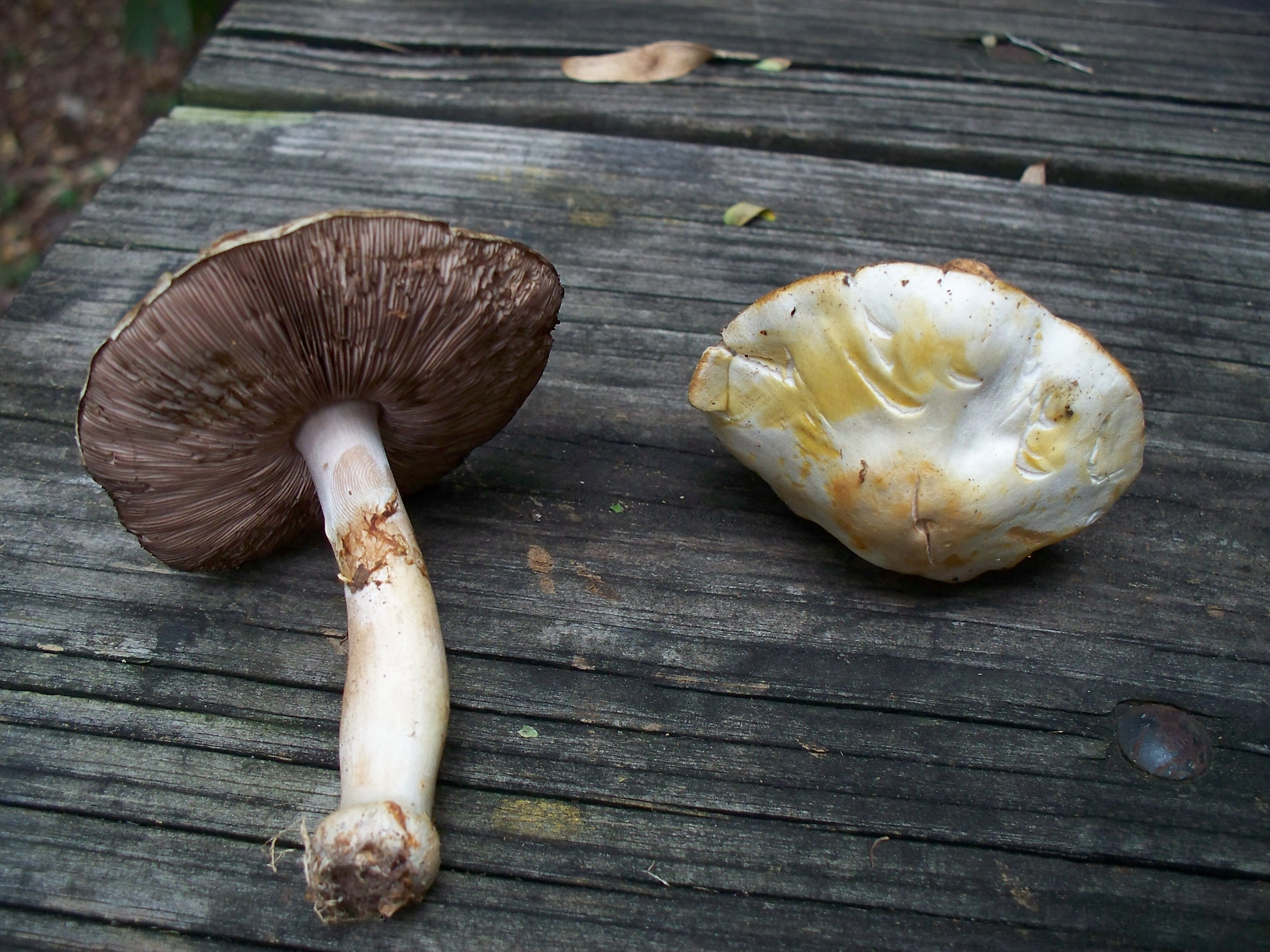
Agaricus abruptibulus
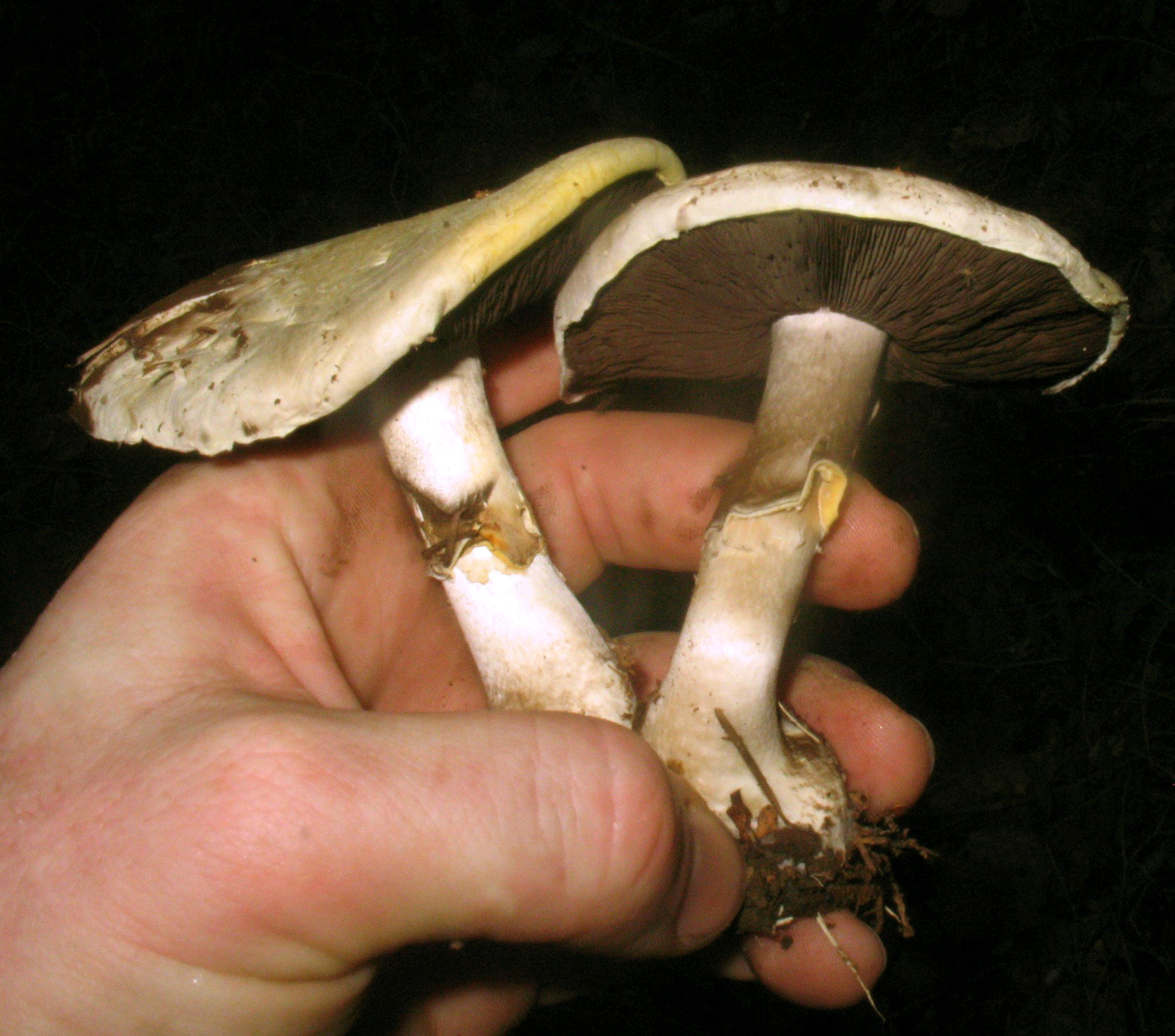
Agaricus albolutescens
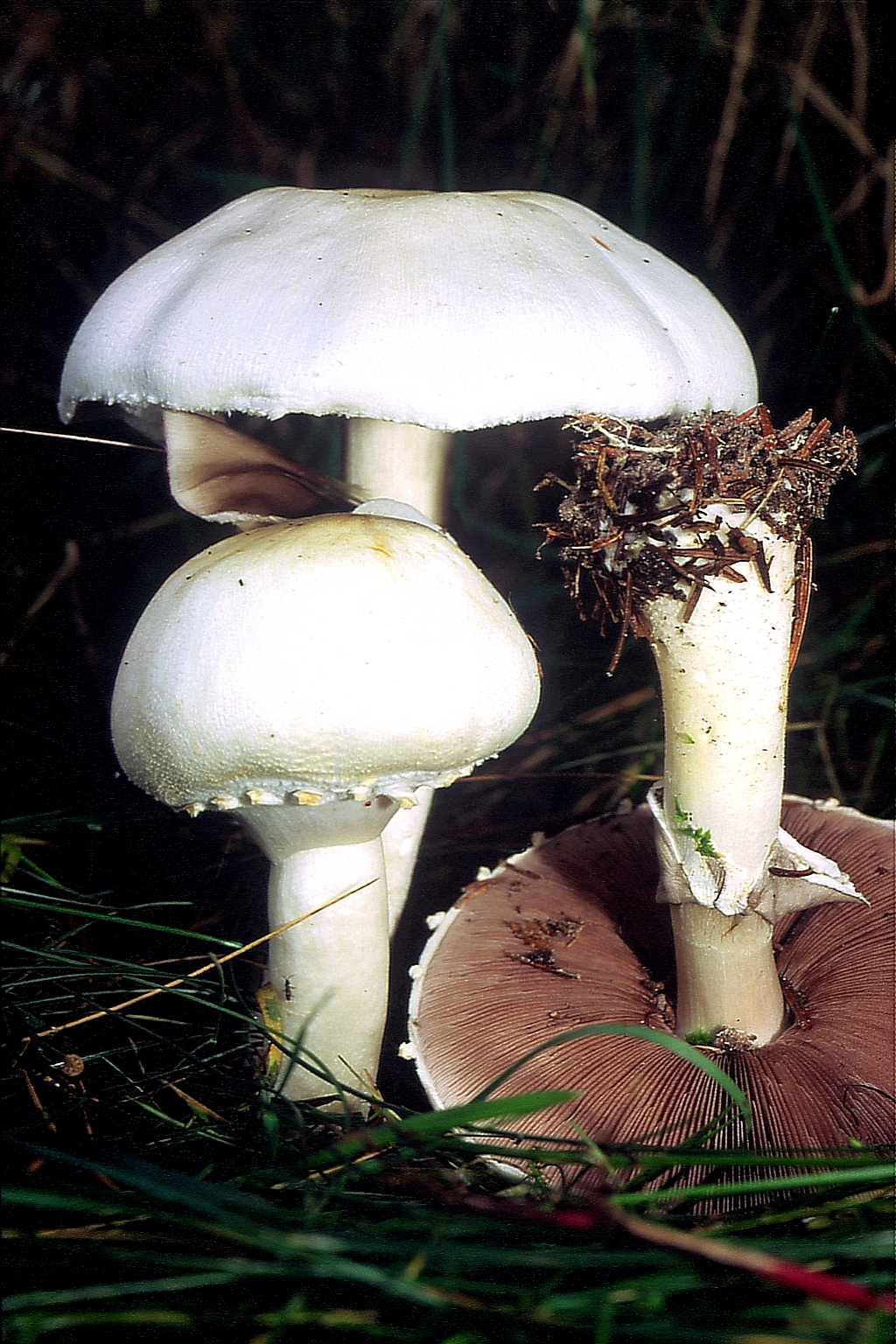
Agaricus arvensis
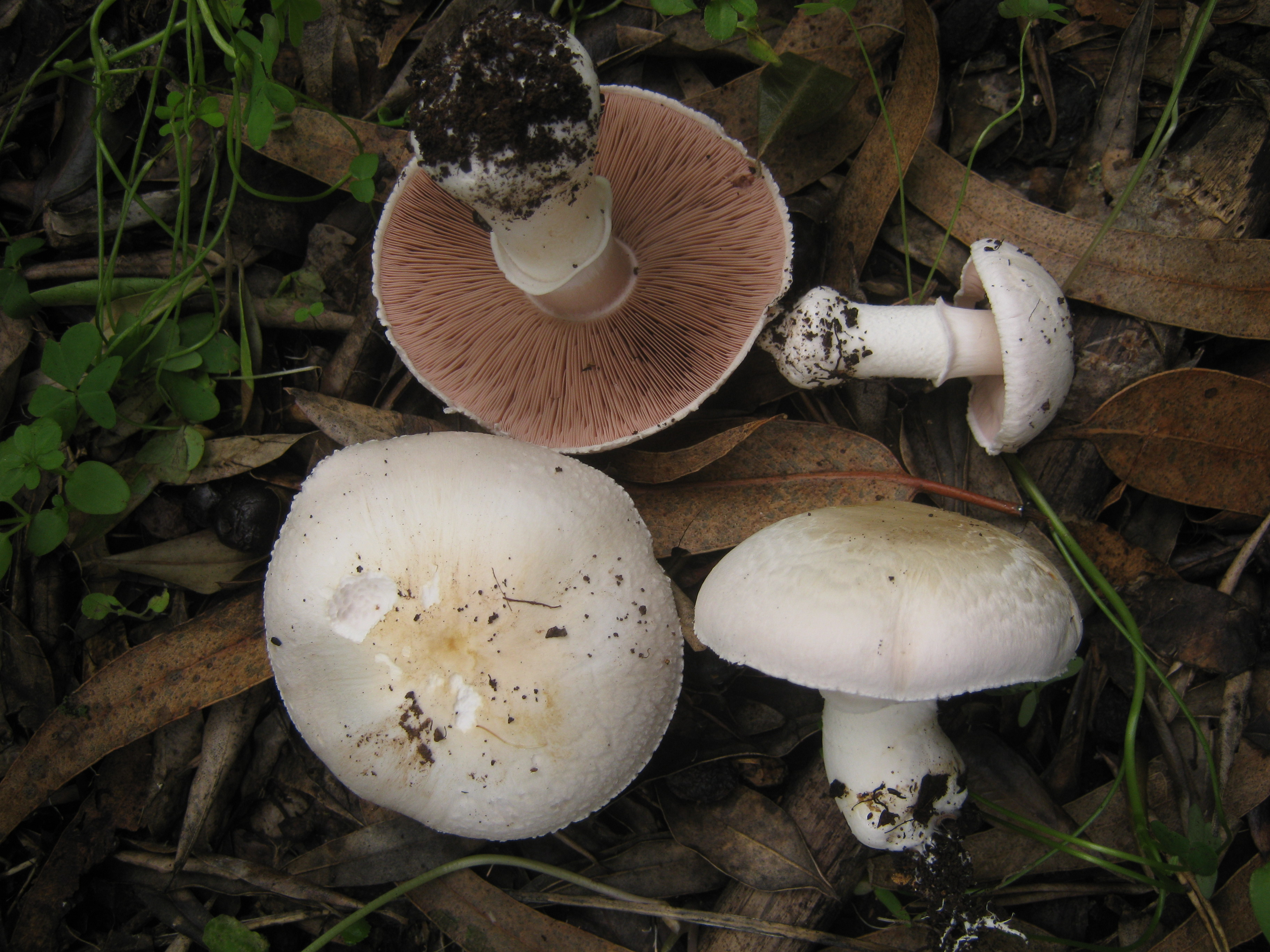
!!Agaricus bresadolanus!!
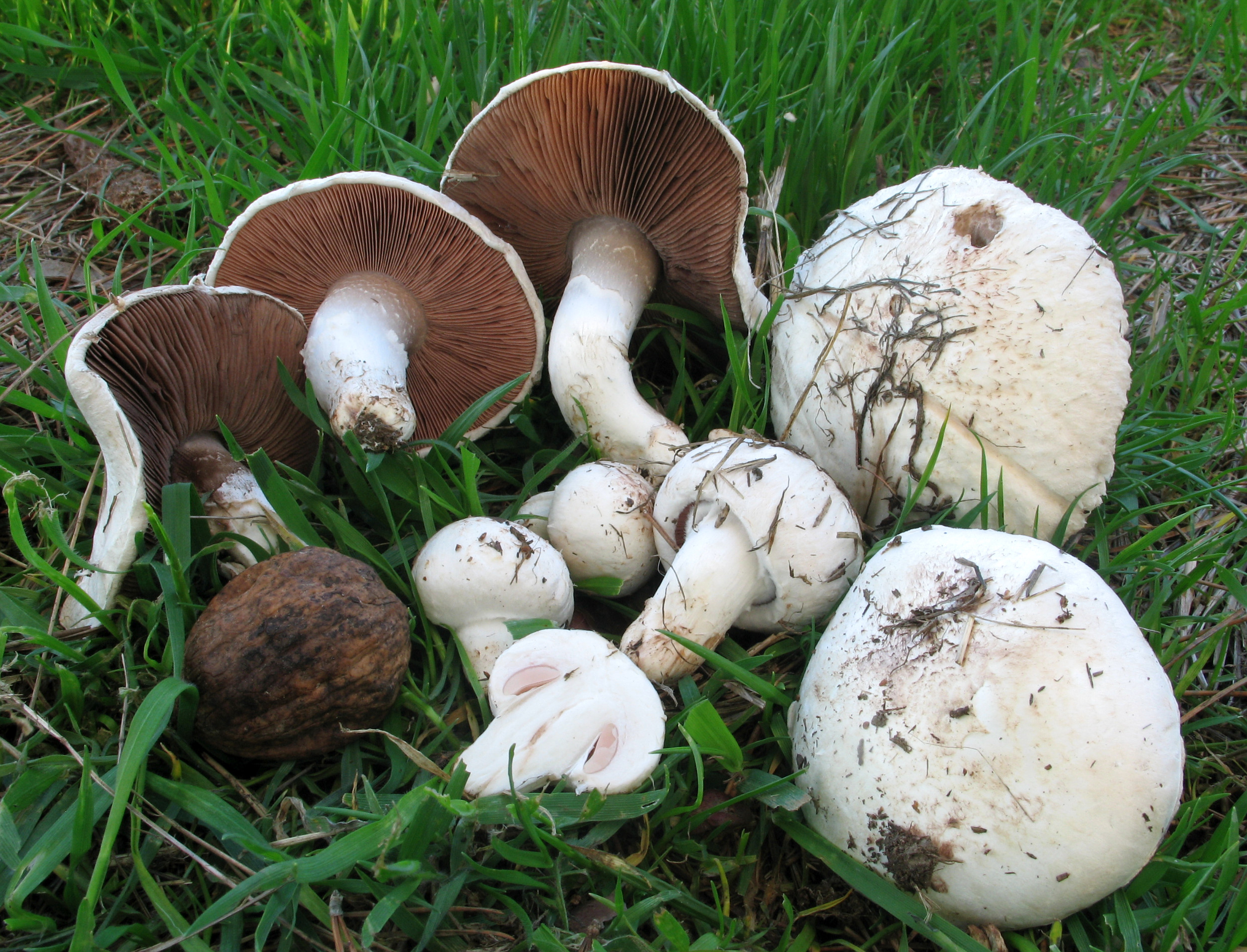
Agaricus campestris

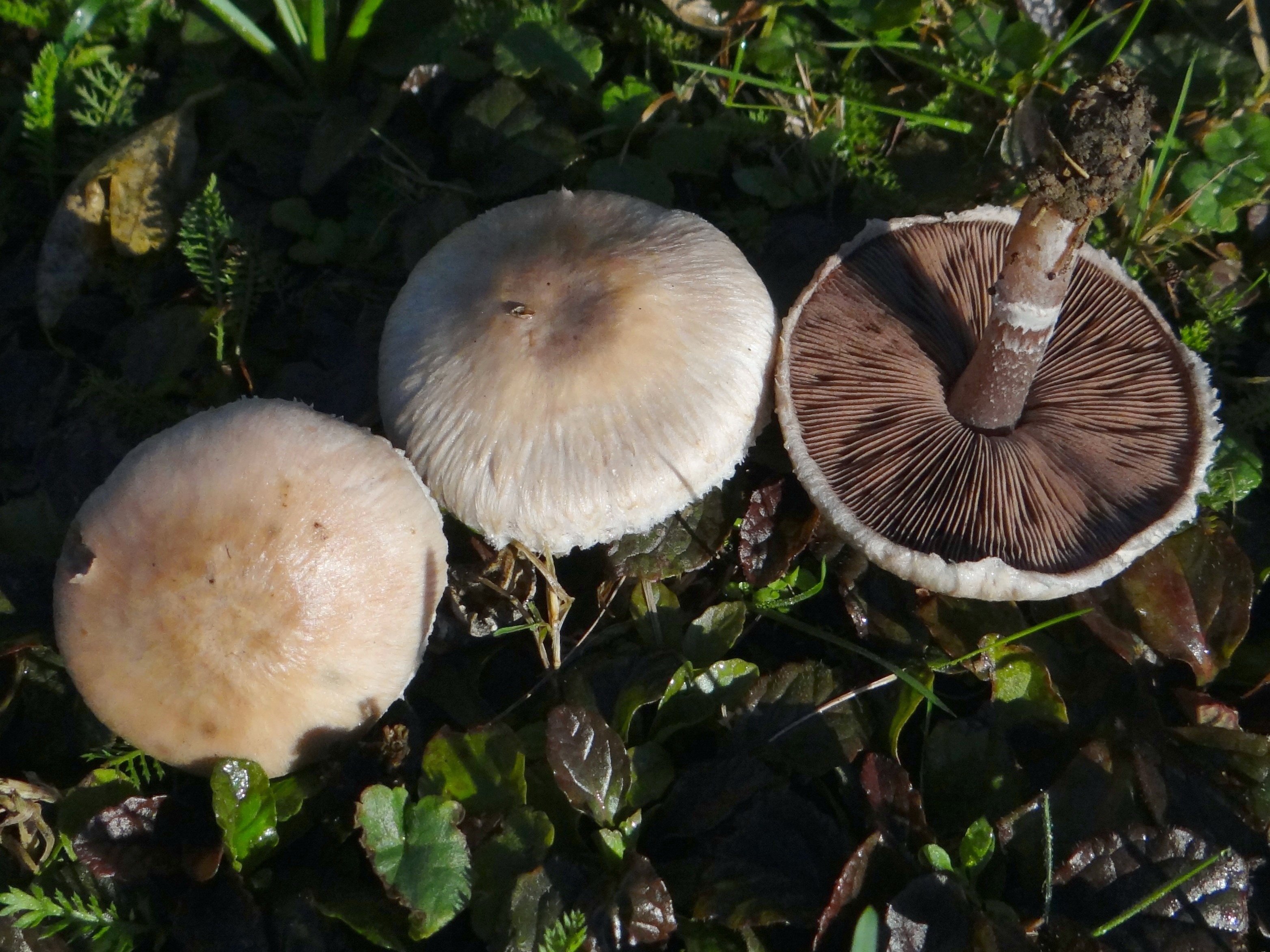
Agaricus comtulus
Agaricus silvicola
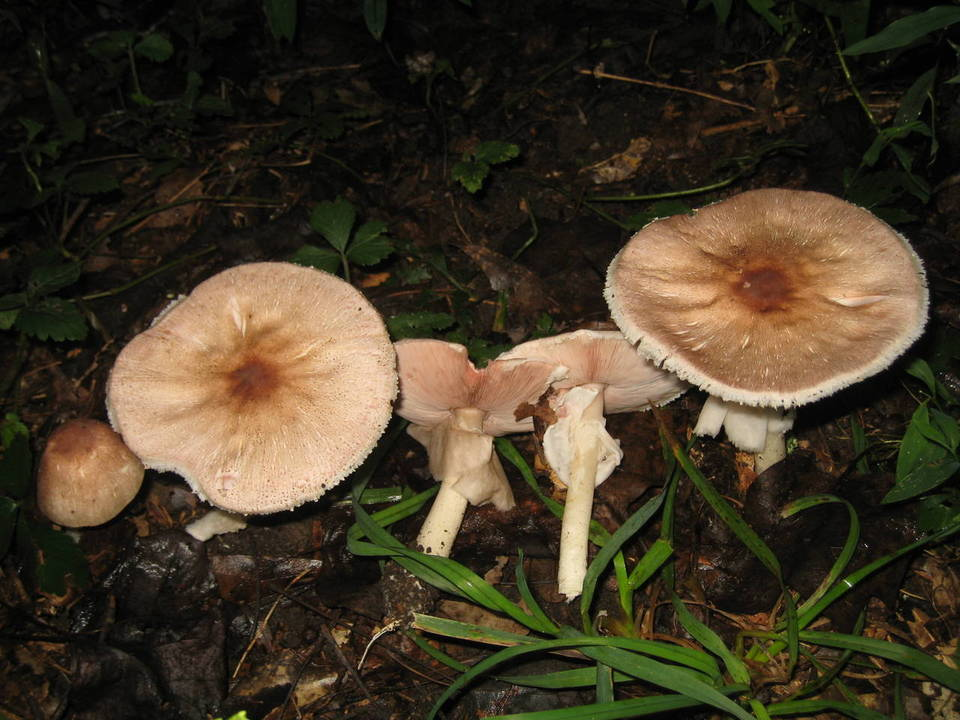
!!Agaricus.placomyces!!
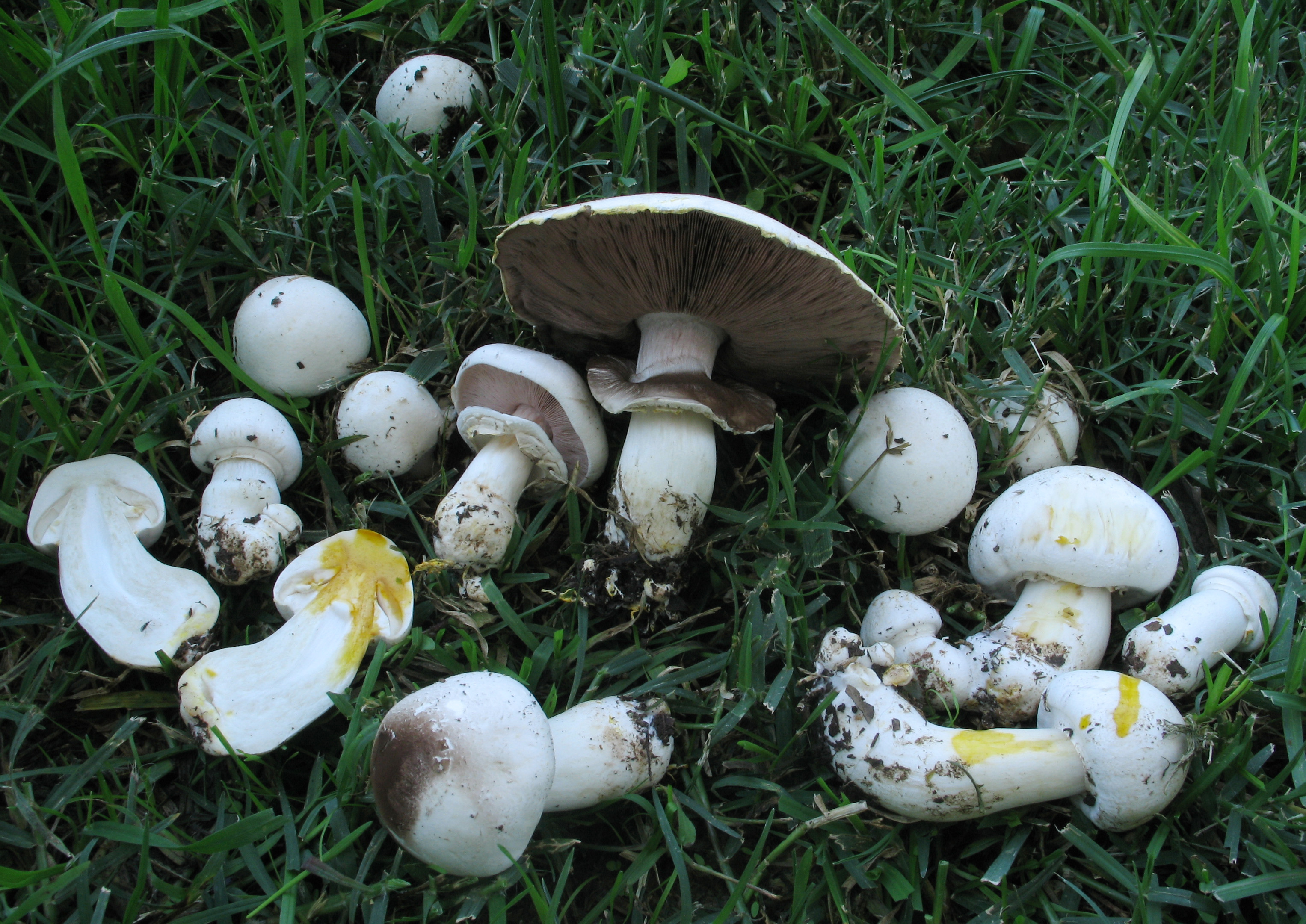
!!Agaricus pseudopratensis!!
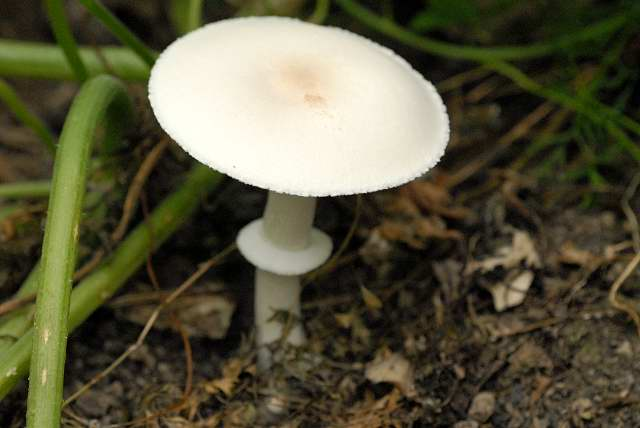
Leucoagaricus leucothites